# Baie de Belouchia
La baie de Belouchia (en russe : Белу́шья Губа́), est une baie de l'île Ioujny en Nouvelle-Zemble.
L'établissement de Belouchia Gouba se situe sur ses côtes.